# Simona Halep
Simona Halep (Constanța, 27 september 1991) is een voormalig professioneel tennisspeelster uit Roemenië. Op haar vierde speelde zij voor het eerst tennis. Halep werd prof in 2006. Haar favoriete ondergrond is hardcourt, maar zij won ook belangrijke graveltoernooien (zoals Roland Garros, Madrid en Rome). Zij speelt rechtshandig en heeft een tweehandige backhand.
Een hoogtepunt in haar loopbaan was het winnen van Roland Garros in 2018. Een jaar later volgde een tweede: na een korte finalepartij tegen Serena Williams won Halep de titel van Wimbledon in het enkelspel.
Op 4 februari 2025 maakte ze bekend per direct te stoppen met tennissen. Deze beslissing volgde na een nederlaag tegen Lucia Bronzetti

## Loopbaan
In het ITF-circuit won Simona Halep in het enkelspel zes titels; in het dubbelspel wist Halep vier ITF-titels op haar naam te schrijven.
In 2013 brak zij door, met zes WTA-titels in één jaar: drie toernooien van categorie "International", twee van categorie "Premier" en als afsluiting van het seizoen het Tournament of Champions waarmee zij de elfde plaats op de wereldranglijst bereikte. In januari 2014 klom zij op de wereldranglijst naar de top tien. In 2014 bereikte zij de finale op Roland Garros die zij echter verloor van Maria Sjarapova.
In 2014 won zij het toernooi van Doha en het nieuwe toernooi van Boekarest. In augustus bereikte zij voor het eerst de tweede plaats op de wereldranglijst.
In 2015 won Halep de grote toernooien van Dubai en Indian Wells. In april stond zij terug op de tweede plaats in de enkelspelranking. Op Roland Garros (2R) en Wimbledon (1R) vielen de resultaten tegen – een nieuwe coach moest hierin verbetering brengen. Zo bereikte Halep weer finales in Toronto en Cincinnati. Op het US Open kwam zij tot de halve finale, waarin zij werd uitgeschakeld door de latere winnares, Flavia Pennetta.
In 2016 won Halep het Premier Mandatory-toernooi van Madrid en het belangrijkste toernooi van haar vaderland: het toernooi van Boekarest. Twee weken later voegde zij daaraan toe de titel op het Premier Five-toernooi van Montréal.
In 2017 verlengde Halep haar titel bij het toernooi van Madrid in een felle eindstrijd met de Franse uitdaagster Kristina Mladenovic. In Parijs wist de Roemeense door te dringen tot de enkelspelfinale van Roland Garros, maar daarin moest zij haar meerdere erkennen in de twintigjarige Jeļena Ostapenko uit Letland: 4–6, 6–4 en 6–3. De finalewinst in Cincinnati moest Halep prijsgeven aan Garbiñe Muguruza. Ook op het Premier Mandatory-toernooi van Peking wist zij de finale te bereiken, waarin zij verloor van Caroline Garcia. Niettemin was dit resultaat voldoende om de eerste plaats op de WTA-ranglijst te veroveren op Garbiñe Muguruza. Eind oktober nam zij deel aan het eindejaarskampioenschap in Singapore – zij bleef steken in de groepsfase, maar behield haar leidersplaats op de wereldranglijst en werd daarmee officieel de dertiende speelster (en de eerste uit Roemenië) die deze felbegeerde seizoenafsluitende positie veroverde.
Op 9 juni 2018 behaalde Halep haar eerste grandslamtitel door het toernooi van Roland Garros te winnen. Zij versloeg in de finale de Amerikaanse Sloane Stephens in drie sets (3–6, 6–4 en 6–1).
Op 13 juli 2019 speelde Halep haar eerste Wimbledonfinale. Zij versloeg Serena Williams binnen een uur, met 6–2 en 6–2.
In augustus 2021 zakte Halep weg uit de top tien van de wereldranglijst, waar zij sinds januari 2014 in had gestaan. In augustus 2022 won zij haar 24e titel, op het WTA-toernooi van Toronto (haar derde titel op het Canada Masters) – daarmee maakte zij haar rentrée tot de top tien.

### Tennis in teamverband
In de periode 2010-2019 maakte Halep deel uit van het Roemeense Fed Cup-team – zij behaalde daar een winst/verlies-balans van 22–10. In 2019 speelde Roemenië in Wereldgroep I – in de halve finale verloren zij van de latere winnaressen, de dames uit Frankrijk; in deze ontmoeting won Halep haar twee enkelspelwedstrijden, maar door het verlies van de andere twee enkelspelwedstrijden en de allesbepalende dubbelspelwedstrijd werd Roemenië niettemin uitgeschakeld.

## Persoonlijk
In 2009 werd bekend dat zij een borstverkleining had ondergaan om haar tennisspel te kunnen verbeteren.
Op 15 september 2021 trad Halep in Constanța in het huwelijk met de dertien jaar oudere zakenman Toni Iuruc. Dit huwelijk duurde slechts een jaar.

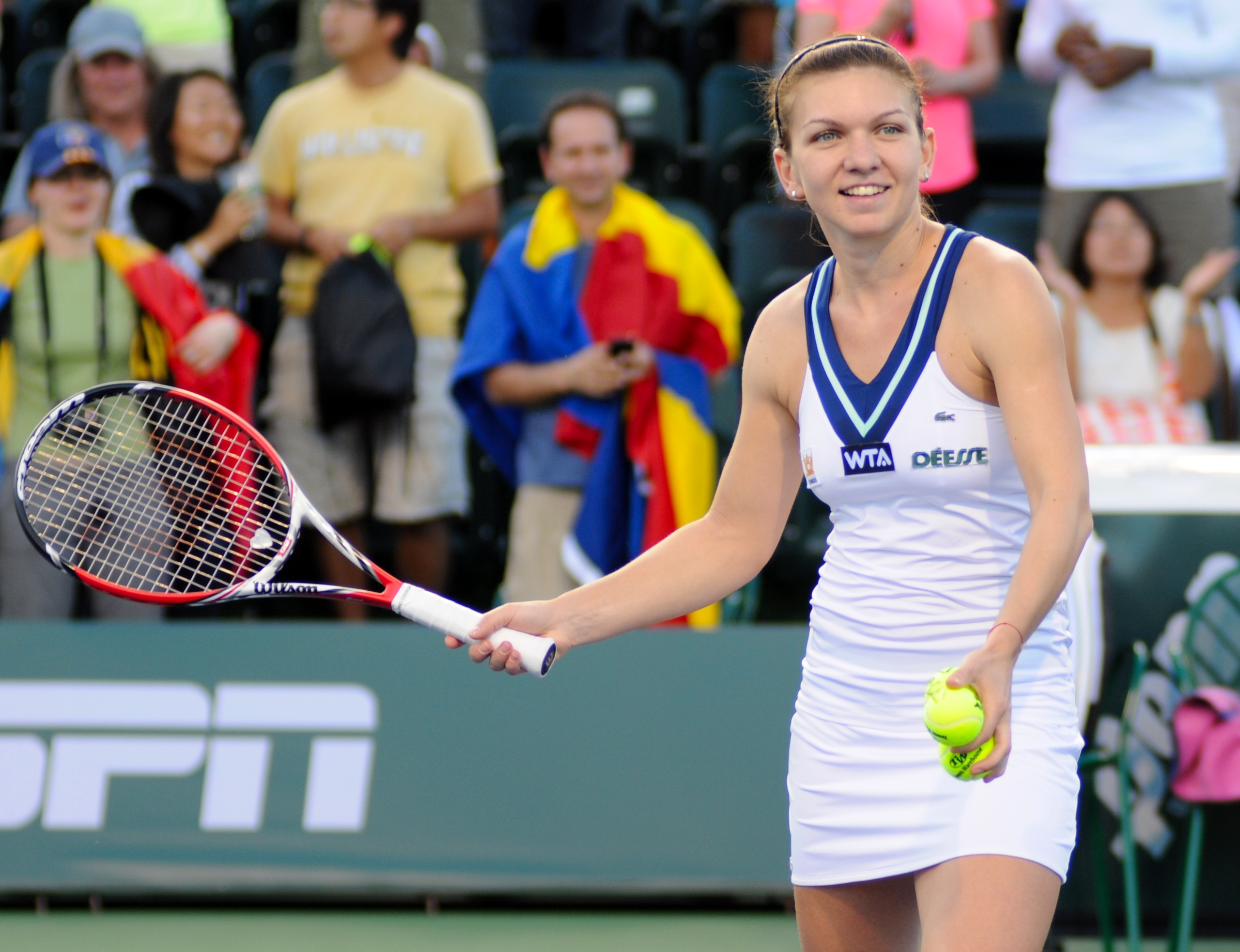
Indian Wells 2014

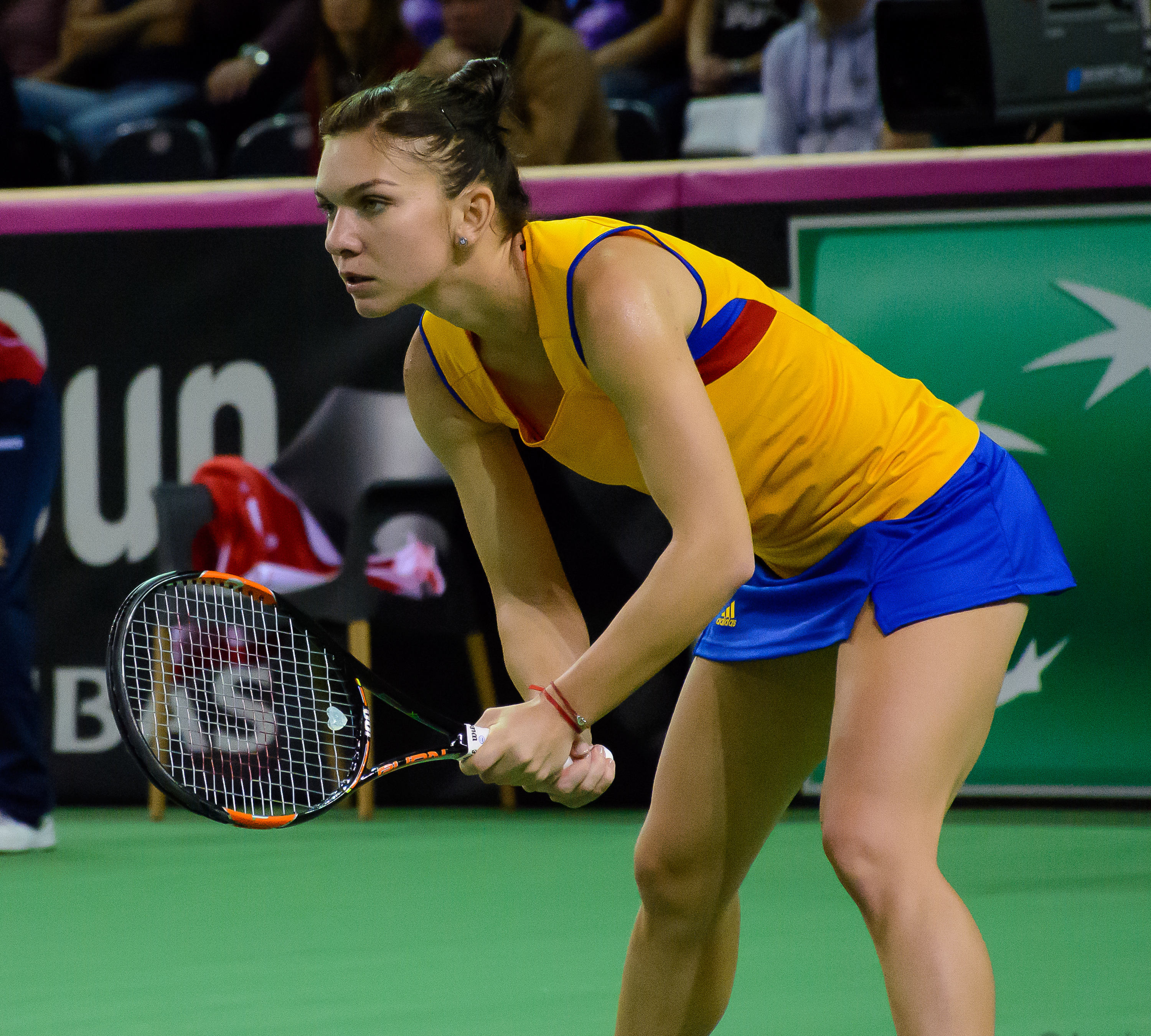
Fed Cup 2016, Roemenië–Tsjechië 2–3

## Tijdelijke schorsing
In oktober 2022 werd Halep voorlopig geschorst vanwege een positieve dopingtest tijdens het US Open van dat jaar. Een jaar later maakte sporttribunaal CAS bekend dat Halep voor vier jaar was geschorst. Zij ontkende het dopinggebruik en ging in beroep tegen de uitspraak. In hoger beroep werd vastgesteld dat Halep de verboden stof niet opzettelijk had ingenomen – haar schorsing werd tot negen maanden gereduceerd.

## Posities op deWTA-ranglijst
Positie per einde seizoen:
| jaar | rang enkelspel | rang dubbelspel |
| ---- | -------------- | --------------- |
| 2008 | 352            | 345             |
| 2009 | 210            | 281             |
| 2010 | 81             | –               |
| 2011 | 53             | 197             |
| 2012 | 47             | 221             |
| 2013 | 11             | 484             |
| 2014 | 3              | 497             |
| 2015 | 2              | 301             |
| 2016 | 4              | 125             |
| 2017 | 1              | 148             |
| 2018 | 1              | 165             |
| 2019 | 4              | 146             |
| 2020 | 2              | 133             |
| 2021 | 20             | 292             |
| 2022 | 10             | 1250            |

## Palmares
| Legenda                 |
| ----------------------- |
| Grandslamtoernooi       |
| Olympische Spelen       |
| Year-End Championships  |
| Premier Mandatory       |
| Premier Five / WTA 1000 |
| Premier / WTA 500       |
| International / WTA 250 |
| Challenger / WTA 125    |

### WTA-finaleplaatsen enkelspel
| nr.              | finale     | toernooi                | ondergrond    | tegenstandster        | score               |         |
| ---------------- | ---------- | ----------------------- | ------------- | --------------------- | ------------------- | ------- |
| gewonnen finales |            |                         |               |                       |                     |         |
| 01.              | 2013-06-15 | WTA Neurenberg          | gravel        | Andrea Petković       | 6-3, 6-3            | details |
| 02.              | 2013-06-22 | WTA Rosmalen            | gras          | Kirsten Flipkens      | 6-4, 6-2            | details |
| 03.              | 2013-07-14 | WTA Boedapest           | gravel        | Yvonne Meusburger     | 6-3, 6-7, 6-1       | details |
| 04.              | 2013-08-24 | WTA New Haven           | hardcourt     | Petra Kvitová         | 6-2, 6-2            | details |
| 05.              | 2013-10-20 | WTA Moskou              | hardcourt (i) | Samantha Stosur       | 7-6, 6-2            | details |
| 06.              | 2013-11-03 | Tournament of Champions | hardcourt (i) | Samantha Stosur       | 2-6, 6-2, 6-2       | details |
| 07.              | 2014-02-16 | WTA Doha                | hardcourt     | Angelique Kerber      | 6-2, 6-3            | details |
| 08.              | 2014-07-13 | WTA Boekarest           | gravel        | Roberta Vinci         | 6-1, 6-3            | details |
| 09.              | 2015-01-10 | WTA Shenzhen            | hardcourt     | Timea Bacsinszky      | 6-2, 6-2            | details |
| 10.              | 2015-02-21 | WTA Dubai               | hardcourt     | Karolína Plíšková     | 6-4, 7-6            | details |
| 11.              | 2015-03-22 | WTA Indian Wells        | hardcourt     | Jelena Janković       | 2-6, 7-5, 6-4       | details |
| 12.              | 2016-05-07 | WTA Madrid              | gravel        | Dominika Cibulková    | 6-2, 6-4            | details |
| 13.              | 2016-07-17 | WTA Boekarest           | gravel        | Anastasija Sevastova  | 6-0, 6-0            | details |
| 14.              | 2016-07-31 | WTA Montréal            | hardcourt     | Madison Keys          | 7-6, 6-3            | details |
| 15.              | 2017-05-13 | WTA Madrid              | gravel        | Kristina Mladenovic   | 7-5, 6-7, 6-2       | details |
| 16.              | 2018-01-06 | WTA Shenzhen            | hardcourt     | Kateřina Siniaková    | 6-1, 2-6, 6-0       | details |
| 17.              | 2018-06-09 | Roland Garros           | gravel        | Sloane Stephens       | 3-6, 6-4, 6-1       | details |
| 18.              | 2018-08-12 | WTA Montréal            | hardcourt     | Sloane Stephens       | 7-6, 3-6, 6-4       | details |
| 19.              | 2019-07-13 | Wimbledon               | gras          | Serena Williams       | 6-2, 6-2            | details |
| 20.              | 2020-02-22 | WTA Dubai               | hardcourt     | Jelena Rybakina       | 3-6, 6-3, 7-6       | details |
| 21.              | 2020-08-16 | WTA Praag               | gravel        | Elise Mertens         | 6-2, 7-5            | details |
| 22.              | 2020-09-21 | WTA Rome                | gravel        | Karolína Plíšková     | 6-0, 2-1, opg.      | details |
| 23.              | 2022-01-09 | WTA Melbourne           | hardcourt     | Veronika Koedermetova | 6-2, 6-3            | details |
| 24.              | 2022-08-14 | WTA Toronto             | hardcourt     | Beatriz Haddad Maia   | 6-3, 2-6, 6-3       | details |
| verloren finales |            |                         |               |                       |                     |         |
| 01.              | 2010-05-01 | WTA Fez                 | gravel        | Iveta Benešová        | 4-6, 2-6            | details |
| 02.              | 2011-04-24 | WTA Fez                 | gravel        | Alberta Brianti       | 4-6, 3-6            | details |
| 03.              | 2012-05-26 | WTA Brussel             | gravel        | Agnieszka Radwańska   | 5-7, 0-6            | details |
| 04.              | 2014-05-11 | WTA Madrid              | gravel        | Maria Sjarapova       | 6-1, 2-6, 3-6       | details |
| 05.              | 2014-06-07 | Roland Garros           | gravel        | Maria Sjarapova       | 4-6, 7-6, 4-6       | details |
| 06.              | 2014-10-26 | WTA Finals              | hardcourt (i) | Serena Williams       | 3-6, 0-6            | details |
| 07.              | 2015-08-16 | WTA Toronto             | hardcourt     | Belinda Bencic        | 6-7, 7-6, 0-3, opg. | details |
| 08.              | 2015-08-23 | WTA Cincinnati          | hardcourt     | Serena Williams       | 3-6, 6-7            | details |
| 09.              | 2017-05-21 | WTA Rome                | gravel        | Elina Svitolina       | 6-4, 5-7, 1-6       | details |
| 10.              | 2017-06-10 | Roland Garros           | gravel        | Jeļena Ostapenko      | 6-4, 4-6, 3-6       | details |
| 11.              | 2017-08-20 | WTA Cincinnati          | hardcourt     | Garbiñe Muguruza      | 1-6, 0-6            | details |
| 12.              | 2017-10-08 | WTA Peking              | hardcourt     | Caroline Garcia       | 4-6, 6-7            | details |
| 13.              | 2018-01-27 | Australian Open         | hardcourt     | Caroline Wozniacki    | 6-7, 6-3, 4-6       | details |
| 14.              | 2018-05-20 | WTA Rome                | gravel        | Elina Svitolina       | 0-6, 4-6            | details |
| 15.              | 2018-08-19 | WTA Cincinnati          | hardcourt     | Kiki Bertens          | 6-2, 6-7, 2-6       | details |
| 16.              | 2019-02-16 | WTA Doha                | hardcourt     | Elise Mertens         | 6-3, 4-6, 3-6       | details |
| 17.              | 2019-05-11 | WTA Madrid              | gravel        | Kiki Bertens          | 4-6, 4-6            | details |
| 18.              | 2021-10-31 | WTA Cluj-Napoca         | hardcourt (i) | Anett Kontaveit       | 2-6, 3-6            | details |

### WTA-finaleplaatsen vrouwendubbelspel
| nr.              | finale     | toernooi     | ondergrond | partner            | tegenstandsters                       | score            |         |
| ---------------- | ---------- | ------------ | ---------- | ------------------ | ------------------------------------- | ---------------- | ------- |
| gewonnen finales |            |              |            |                    |                                       |                  |         |
| 1.               | 2018-01-06 | WTA Shenzhen | hardcourt  | Irina-Camelia Begu | Barbora Krejčíková Kateřina Siniaková | 1-6, 6-1, [10-8] | details |
| verloren finales |            |              |            |                    |                                       |                  |         |
| 1.               | 2016-07-31 | WTA Montréal | hardcourt  | Monica Niculescu   | Jekaterina Makarova Jelena Vesnina    | 3-6, 6-7         | details |

## Resultaten grote toernooien
| Legenda | Legenda                          |
| ------- | -------------------------------- |
| g.t.    | geen toernooi gehouden           |
| l.c.    | lagere categorie                 |
| –       | niet deelgenomen                 |
| G       | uitgeschakeld in de groepsfase   |
| 1R      | uitgeschakeld in de eerste ronde |
| 2R      | uitgeschakeld in de tweede ronde |
| 3R      | uitgeschakeld in de derde ronde  |
| 4R      | uitgeschakeld in de vierde ronde |
| KF      | uitgeschakeld in de kwartfinale  |
| HF      | uitgeschakeld in de halve finale |
| F       | de finale verloren               |
| W       | het toernooi gewonnen            |
| w-v     | winst/verlies-balans             |

### Enkelspel
| toernooi            | 2010 | 2011 | 2012 | 2013 | 2014 | 2015 | 2016 | 2017 | 2018 | 2019 | 2020 | 2021 | 2022 |
| ------------------- | ---- | ---- | ---- | ---- | ---- | ---- | ---- | ---- | ---- | ---- | ---- | ---- | ---- |
| grandslamtoernooien |      |      |      |      |      |      |      |      |      |      |      |      |      |
| Australian Open     | –    | 3R   | 1R   | 1R   | KF   | KF   | 1R   | 1R   | F    | 4R   | HF   | KF   | 4R   |
| Roland Garros       | 1R   | 2R   | 1R   | 1R   | F    | 2R   | 4R   | F    | W    | KF   | 4R   | –    | 2R   |
| Wimbledon           | –    | 2R   | 1R   | 2R   | HF   | 1R   | KF   | KF   | 3R   | W    | g.t. | –    | HF   |
| US Open             | 1R   | 2R   | 2R   | 4R   | 3R   | HF   | KF   | 1R   | 1R   | 2R   | –    | 4R   | 1R   |
| WTA 1000            |      |      |      |      |      |      |      |      |      |      |      |      |      |
| Indian Wells        | –    | 2R   | 3R   | 2R   | HF   | W    | KF   | 3R   | HF   | 4R   | g.t. | 3R   | HF   |
| Miami               | –    | 2R   | 3R   | 3R   | –    | HF   | KF   | KF   | 3R   | HF   | g.t. | 3R   | –    |
| Madrid              | –    | 1R   | 1R   | 1R   | F    | 1R   | W    | W    | KF   | F    | g.t. | 3R   | KF   |
| Peking              | –    | –    | 1R   | 1R   | KF   | 1R   | 3R   | F    | 1R   | 2R   | g.t. | g.t. | g.t. |
| Dubai/Doha          | –    | –    | 3R   | 2R   | W    | W    | 2R   | –    | HF   | KF   | –    | –    | 1R   |
| Rome                | –    | –    | 1R   | HF   | 3R   | HF   | 2R   | F    | F    | 2R   | W    | 2R   | 2R   |
| Montréal/Toronto    | –    | 2R   | 2R   | –    | –    | F    | W    | HF   | W    | KF   | g.t. | 2R   | W    |
| Cincinnati          | –    | –    | 1R   | KF   | KF   | F    | HF   | F    | F    | 3R   | –    | 2R   | 2R   |
| Tokio/Wuhan         | –    | –    | 2R   | 3R   | 2R   | 3R   | HF   | 2R   | 2R   | 3R   | g.t. | g.t. | g.t. |
| olympisch           |      |      |      |      |      |      |      |      |      |      |      |      |      |
| Olympische Spelen   | g.t. | g.t. | 1R   | g.t. | g.t. | g.t. | –    | g.t. | g.t. | g.t. | g.t. | –    | g.t. |
| statistieken        |      |      |      |      |      |      |      |      |      |      |      |      |      |
| titels per jaar     | 0    | 0    | 0    | 6    | 2    | 3    | 3    | 1    | 3    | 1    | 3    | 0    | 2    |
| eindejaarsranking   | 81   | 53   | 47   | 11   | 3    | 2    | 4    | 1    | 1    | 4    | 2    | 20   | 10   |

### Vrouwendubbelspel
| toernooi        | 2011 | 2012 | 2013 | 2014 | 2015 |    | 2021 | 2022 |
| --------------- | ---- | ---- | ---- | ---- | ---- | -- | ---- | ---- |
| Australian Open | 1R   | 1R   | 1R   | 1R   | –    | 1R | 1R   |      |
| Roland Garros   | 1R   | 2R   | 1R   | –    | –    | –  | –    |      |
| Wimbledon       | 1R   | 1R   | 1R   | –    | 1R   | –  | –    |      |
| US Open         | 2R   | 1R   | 1R   | –    | –    | –  |      |      |

### Gemengd dubbelspel
| toernooi        | 2015 | 2016 |
| --------------- | ---- | ---- |
| Australian Open | –    | –    |
| Roland Garros   | –    | 1R   |
| Wimbledon       | –    | –    |
| US Open         | KF   | –    |